# 伍爾西大火
伍尔西大火（英語：Woolsey Fire）是一场发生在美国加利福尼亚州洛杉矶和文图拉县的毁灭性大火，山火以鄰近火源的伍尔西峡谷路命名。大火於2018年11月8日爆發，烧毁了39,234公顷土地，摧毁1643座建筑，造成3人死亡，超过29.5万人被疏散。这是同一天发生的几宗山火之一，11月16日当附近的山火被控制後，加州北山火便烧毁了天堂大部分地区。
大火首先焚燒位于洛杉矶和文图拉县边界附近的聖蘇珊娜野外實驗室（Santa Susana Field Laboratory）。圣塔安那风成為火場迅速擴大的元兇。伍爾西大火的第一天，強風将火势向南推进聖莫尼卡山。火灾发生时，圣费尔南多谷和Conejo谷之间的101号美国国道被封闭。
大火迅速焚毀灌木覆盖的陡峭峡谷，其後影響多位影視界名人的寓所。在马里布，太平洋沿岸公路两侧的数以百计房屋被毁坏或损坏，其中大部分是在山脈和太平洋之間的迪梅岬（Point Dume）。消防队成功保护佩珀代因大學以南的地帶，但马里布沿海西至索尔罗马社区（Solromar）的所有地方都被大火破坏。在文图拉高速公路沿线和马里布海岸沿线的成千上万居民被迫远离自己家园。由于大火持续威胁着房屋，且风力不斷增强使火势蔓延，疏散令使居民感到沮丧。 被疏散的居民逐渐被允许回家，以視察屋企有否被摧毁，而此時大火继续蔓延到圣莫尼卡山脉西端崎岖的荒野。

## 時序
以下時間均為太平洋標準時間（UTC-8）11月8日下午2点24分左右，加利福尼亚文图拉县聖蘇珊娜野外實驗室發生火警，原因不明。火災因聖塔安那風而迅速蔓延（风速达到每小时80至97公里），消防隊難以灭火。11月9日凌晨至清晨時分，大火蔓延到了阿古拉山的自由峡谷，並在卡拉巴萨斯附近越過101号国道。空中救火任務直到11月9日凌晨5点才开始，當時風勢已經減弱。
大火在當日迅速蔓延，中午影響馬里布的1号州道。佩珀代因大學校方建議學生留在校園內的安全地方，而非經交通擠塞的高速公路疏散。山火亦影響更北地區，包括千橡市、鐘峽谷（Bell Canyon）, 橡園（Oak Park），以及洛杉磯的西山社區（West Hills neighborhood）。山火發生前一日，千橡市才發生酒吧槍擊案（Thousand Oaks shooting），造成13人的慘劇令人人心惶惶。因為山火逐漸影響該區，槍擊案的悼念活動被逼延遲。
截至11月10日上午，已有3242名消防人员参与灭火工作。这场大火吞噬了超过2.8万公顷)的土地，迫使29.5万名居民撤離。贝尔峡谷，马里布和橡园首次被下令全面疏散。
11月14日日出之前，狂风呼啸，大火在圣莫尼卡山脉西端的崎岖荒野中再次燃起。这场大火在人口稠密的居民区以外的一段距離外焚燒，但仍然威胁到了少部分居民。
截至11月20日下午7時03分，火場98%面積被控制，预计大火將會在22日被完全控制。

## 影响

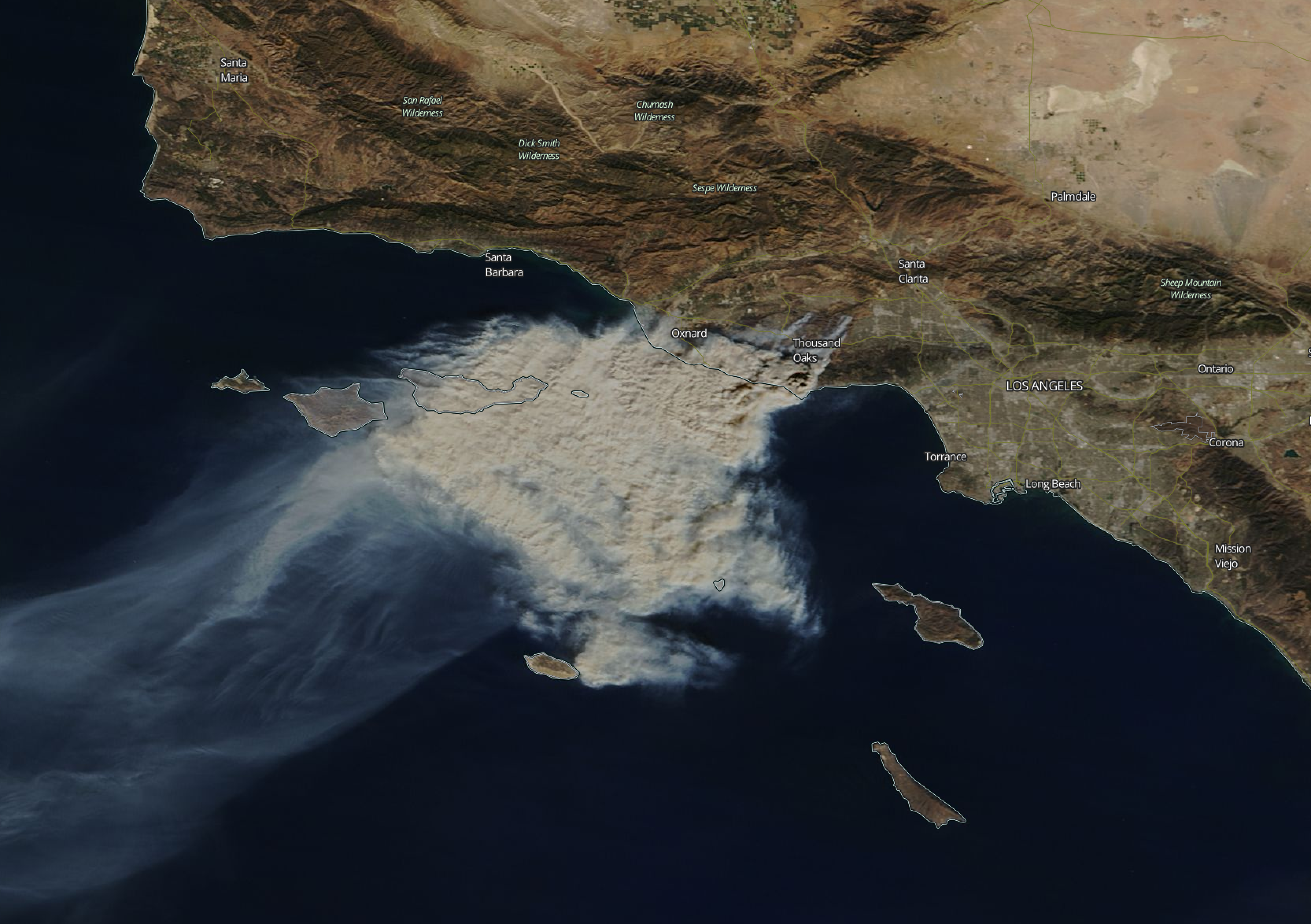
11月9日的卫星图像。马里布西部大部分地区被浓烟和大火吞没，山火則蔓延到千橡市。

伍尔西大火迫使圣莫尼卡山脉国家休憩区内的许多公共和私人公园和小径无限期关闭。这也导致马里布溪州立公园和祖馬沙灘关闭。
馬里布穆赫兰公路上有两人被困汽车並被發現死亡。由於電網被關閉，紧急救援人员无法聯絡一名被嚴重燒傷的傷者。11月13日，第三名死者在阿古拉山路宝峽谷路3200号街区被发现。
大火燒毀至少177所房屋，许多名人都失去家园，包括金·貝辛格、Tracey e. Bregman、傑拉德·巴特勒、麥莉·希拉和連恩·漢斯沃、史考特·德瑞森、Fred Durst、喬·弗拉尼甘、Mike Garson、Camille Grammer、戴露·漢娜和尼爾·楊、Gabe Kapler、利爾·龐普、罗宾·西克、Eric Wynalda。多个拍摄地点和历史遗迹都受到了火灾的直接影响，包括派拉蒙牧场（Paramount Ranch）、彼得·施特劳斯牧场（Peter Strauss Ranch）、马里布溪州立公园的前里根牧场，以及《鑽石求千金》和《The Bachelorette》的拍攝場地葡萄园别墅（Villa De La Vina Lower House）。马里布的众多戒毒中心和康復中心在大火前被疏散，但仍然有至少有两个中心被摧毁或严重受损。
在文图拉县发生了两起掠夺案件，其中一起导致了一场汽车追逐。
不少寵物被拯救并被帶去收容所和交由兽医診治。在其他地点，如馬里布酒庄的动物要么被疏散，要么留在原地被照顾。当地消防官员開放祖馬沙灘作为大型动物的疏散地点，《洛杉矶时报》的图片显示大羊駝、羊驼、马等動物被拴在救生站和救生杆上。

## 回應
11月10日，特朗普總統指責加州的森林管理不善是發生多宗森林大火（包括伍爾西山火和營溪大火）的原因。他又在推特威脅要終止聯邦援助，除非加州改善對森林的管理。火災專家駁斥了特朗普的說法，指出加利福尼亞正經歷着異常乾燥的環境和異常高的火災危險。加州職業消防隊隊長賴拜恩（Brian Rice）表示總統對於加州森林管理做法的批評是「危險的錯誤」，他指出近年來聯邦政府減少在林業範疇的支出，但加州百分之六十的森林是由聯邦政府直接管理。

## 外部鏈結
- ArcGIS Esri火場地圖 （页面存档备份，存于）
- 洛杉矶消防局ー伍尔西火灾 （页面存档备份，存于）
- 文图拉县警长办公室 （页面存档备份，存于）ー紧急事故信息、山火及伍尔西火警
- 伍尔西火灾事故信息 （页面存档备份，存于）
- 伍尔西火灾事故地图 （页面存档备份，存于）
- 伍尔西火灾新闻发布 （页面存档备份，存于）
- 消防部门广播信息录音